# Bandiera di Haiti
La bandiera di Haiti è stata adottata il 26 febbraio 1986. È composta da due bande orizzontali di uguali dimensioni: blu quella superiore e rossa quella inferiore. Al centro della bandiera è presente un riquadro bianco con lo stemma di Haiti. La bandiera civile è priva dello stemma.

La bandiera del Liechtenstein

La bandiera haitiana è nata durante la lotta per l'indipendenza contro i francesi: i ribelli rimossero la banda bianca dal tricolore francese, a simboleggiare la liberazione del popolo haitiano dal dominatore bianco. In seguito alla sua proclamazione a imperatore di Haiti, Jean-Jacques Dessalines modificò la banda blu in nero. In seguito al colpo di Stato del 1806 e alla bipartizione di Haiti, questa stessa bandiera fu adottata da Henri Christophe, capo dello Stato di Haiti del Nord, che vi aggiunse il proprio stemma in seguito alla sua incoronazione nel 1811; dal canto suo Alexandre Pétion, che divenne Presidente del sud di Haiti, riprese i colori blu e rosso, successivamente modificando le fasce da verticali a orizzontali e aggiungendovi lo stemma nazionale haitiano. Quest'ultima versione divenne bandiera nazionale in seguito alla riunificazione ad opera di Jean-Pierre Boyer nel 1820, venendo confermata dalla Costituzione del 1843 e rimase in uso con piccole modifiche anche sotto l'impero di Faustin Soulouque e durante la prima repubblica. Abbandonata da François Duvalier nel 1964 a favore della bandiera di Dessalines, è stata reintegrata nel febbraio 1986 dopo le dimissioni e l'esilio di Jean-Claude Duvalier, e approvato dalla Costituzione del 1987. La bandiera presenta un simbolo al centro, dato che durante le Olimpiadi del 1936 ci si accorse che era uguale a quella del Liechtenstein, il quale, dal canto suo, arricchì il proprio vessillo aggiungendovi il berretto principesco.

## Bandiere storiche

Bandiera utilizzata a Saint-Domingue prima della Rivoluzione francese (1625-1803)
Bandiera utilizzata dagli indipendentisti haitiani (1791-1798)
Bandiera degli indipendentisti haitiani (1803-1804)
Bandiera del Primo Impero di Haiti (1804-1806)
Bandiera dello Stato di Haiti (1806-1811)
Bandiera del Regno di Haiti (1811-1814)
Bandiera del Regno di Haiti (1814-1820)
Bandiera della Repubblica di Haiti (1820-1849)
Bandiera del Secondo Impero di Haiti (1849-1859)
Bandiera della Seconda Repubblica di Haiti (1859-1964)
Bandiera usata durante la presidenza di François Duvalier e del figlio Jean-Claude (1964–1986)